# هيناتا ميازاوا
هيناتا ميازاوا (宮澤 ひなた) (28 نوفمبر 1999 في مينامي أشيغارا في اليابان – )؛ هي لاعبة كرة قدم كانت تلعب كلاعب وسط.

## وصلات خارجية
- هيناتا ميازاوا على موقع الاتحاد الدولي (مؤرشف)  (الإنجليزية)
- هيناتا ميازاوا على موقع إي إس بي إن إف سي (الإنجليزية)
- هيناتا ميازاوا على موقع قاعدة بيانات كرة القدم.إي يو (الإنجليزية)
- هيناتا ميازاوا على موقع Soccerbase.com (لاعب) (الإنجليزية)
- هيناتا ميازاوا على موقع Soccerway.com (الإنجليزية)
- هيناتا ميازاوا على موقع عالم كرة القدم.نت (الإنجليزية)